# Рубин
Рубин је црвени драги камен, један од варијетета минерала корунда (алуминијум оксид). Боја му варира од ружичасте до црвене, боје крви. На латинском црвена боја је ruber. Природни рубини су изузетно ретки. Постоји још једна врста драгога камена сафир, који такође представља један варијетет корунда. Сматра се једним од четири највреднија драга камена, заједно са сафиром, смарагдом и дијамантом. Реч рубин потиче од ruber, што на латинском значи црвено. Боју рубину даје елемент хрома.

## Карактеристике
Хемијска формула рубина је  и представља варијетет корунда. Рубини имају тврдоћу 9 по Мосовој скали тврдоће. Од драгог камења само је дијамант тврђи. Сви природни рубини имају нечистоће, било да су нечистоће у боји или инклузије рутила. Познаваоци драгог камења помоћу нечистоћа рутила откривају да ли су рубини природни или синтетички. Црвена боја потиче од малих количина хрома који рубин садржи. Рубин је црвени варијетет корунда, који је алуминијум оксид. Плави варијетет корунда је сафир. Огреб је бео код оба варијетета. Бледоцрвени корунд се не назива рубин, већ ружичасти сафир. Рубин производи често ефекат који је познат као астеризам.

## Физичка својства
Рубини имају тврдоћу од 9,0 по Мосовој скали минералне тврдоће. Међу природним драгуљима само су муасанит и дијамант тврђи, при чему дијамант има Мосову тврдоћу од 10,0 а моисанит се налази негде између корунда (рубина) и дијаманта по тврдоћи. Сафир, рубин и чисти корунд су α-алуминијум, најстабилнији облик Al23, у коме 3 електрона напуштају сваки јон алуминијума да би се придружили редовној октаедарској групи од шест оближњих O2− јона; у чистом корунду ово оставља све јоне алуминијума са веома стабилном конфигурацијом без неспарених електрона или неиспуњених енергетских нивоа, а кристал је савршено безбојан.
Када атом хрома замени повремени атом алуминијума, он такође губи 3 електрона да би постао јон хрома3+ да би одржао равнотежу наелектрисања кристала Al23. Међутим, јони Cr3+ су већи и имају орбитале електрона у различитим правцима од алуминијума. Октаедарски распоред јона O2− је изобличен, а енергетски нивои различитих орбитала тих Cr3+ јона су благо измењени због правца ка O2− јонима. Те енергетске разлике одговарају апсорпцији у ултраљубичастим, љубичастим и жуто-зеленим областима спектра.
Ако се један проценат јона алуминијума замени хромом у рубину, жуто-зелена апсорпција резултира црвеном бојом драгуља. Поред тога, апсорпција на било којој од горе наведених таласних дужина стимулише флуоресцентну емисију црвене светлости таласне дужине од 694 нанометара, што доприноси њеној црвеној боји и уоченом сјају. Концентрација хрома у вештачким рубинима може се подесити (у процесу раста кристала) тако да буде десет до двадесет пута мања него у природном драгом камењу. Теодор Мејман напомиње да „због ниског нивоа хрома у овим кристалима они показују светлију црвену боју од рубина драгог камена и називају се ружичастим рубинима.“

### Насупрот ружичастом сафиру
Генерално, корунд квалитета драгог камења у свим нијансама црвене, укључујући ружичасту, назива се рубинима. Међутим, у Сједињеним Државама мора бити задовољена минимална засићеност боје да би се назвао рубином; у супротном, камен ће се звати ружичасти сафир. Прављење разлике између рубина и ружичастих сафира је релативно ново, настало негде у 20. веку. Често, разлика између рубина и ружичастог сафира није јасна и о њој се воде расправе. Као резултат тих потешкоћа и субјективности таквих разлика, трговинске организације као што је Међународно удружење обојеног драгог камења (ICGA) усвојиле су ширу дефиницију рубина која обухвата његове светлије нијансе, укључујући ружичасту.

## Третирање у јувелирству
Квалитет рубина је могуће побољшати одређеним третманом. Најчешће се загрева на око 1800 °C чиме се уклања део нечистоћа (примеса) њиховим распадом. Други мање прихватљив третман је испуњавање фрактура такозваним оловним стаклом, чиме се повећава транспарентност камена. На тај начин рубин, који није био употребљив за израду накита постаје прикладан. 
Цену рубина највише одређује њихова боја. Највише се цени црвена боја, коју називају црвена голубије крви. Након боје цени се јасноћа.

## Појава и рударство
Историјски гледано, рубини су ископавани на Тајланду, у Пејлину и округу Самлоут у Камбоџи, као и у Авганистану, Аустралији, Бразилу, Колумбији, Индији, Намибији, Јапану и Шкотској. Након Другог светског рата налазишта рубина пронађена су у Мадагаскару, Мозамбику, Непалу, Пакистану, Таџикистану, Танзанији и Вијетнаму.
Северна Македонија је једина земља у континенталној Европи која има природне рубине. Углавном се могу наћи у околини града Прилепа. Македонски рубини имају јединствену боју малине. Рубин се налази и на македонском грбу. Неколико рубина је пронађено у америчким државама Монтана, Северна Каролина, Јужна Каролина и Вајоминг.
Спинел, још један црвени драги камен, понекад се налази заједно са рубинима у истом драгуљном шљунку или мермеру. Они који немају искуства са драгуљима могу га помешати са рубинима. Међутим, најфинији црвени спинели могу имати вредности које се приближавају вредностима просечног рубина.
У Пакистанском Кашмиру постоје огромне доказане резерве од милиона рубина, вредне и до пола милијарде долара. Међутим, од 2017. постојао је само један рудник (у Чита Ката) због недостатка инвестиција. У Авганистану, рубини се копају у Јегдалеку. Рудник Рудник Апалуток на Гренланду почео је да ради 2017. године. За рубине на Гренланду се каже да су међу најстаријима на свету, стари су око 3 милијарде година. Рудник Апалуток на Гренланду налази се 160 километара јужно од Нука, главног града Гренланда. Рубини се могу пратити од рудника до тржишта.

### Лежишта рубина
Рубини се највише налазе у 
- Мјанмару,
- Шри Ланки,
- Кенији,
- Мадагаскару
- Камбоџи и
- деловима САД.

Неки од најлепших рубина нађени су у области Могок у северном Мјанмару, али у последње време тамо се нашло мало добрих рубина.

## Синтеза и имитација
Године 1837, Гаудин је направио прве синтетичке рубине спајањем калијумског алума на високој температури са мало хрома као пигмента. Године 1847. Ебелмен је направио бели сафир спајањем глинице у борној киселини. Године 1877, Едмонд Фреми и индустријски произвођач стакла Чарлс Фејл направили су кристални корунда из којег се могло изрезати ситно камење. Године 1887, Фреми и Огист Верној су произвели вештачки рубин спајањем 2 и 23 са мало хрома на црвеној топлоти. Године 1903. Верној је најавио да би могао да производи синтетичке рубине у комерцијалним размерама користећи овај процес пламене фузије, касније познат и као Вернојев процес. До 1910. године, Вернеова лабораторија се проширила на производни погон са 30 пећи, са годишњом производњом драгог камења која је достигла 1.000 kg (2.000 lb) 1907.

## Феномени
Понекад се у рубинима види звезда. Такви рубини се на одговарајући начин режу да би се најбоље показао тај ефекат.